# James Sacré
Pour les articles homonymes, voir Sacré (homonymie).
James Sacré est un poète français, né le 17 mai 1939 à Cougou, village de Saint-Hilaire-des-Loges (Vendée).

## Biographie et poétique
James Sacré passe son enfance dans la ferme de ses parents en Vendée. Il est d'abord instituteur puis instituteur itinérant agricole. Il part, en 1965, vivre aux États-Unis où il poursuit des études de lettres. Il y enseigne à l'université de Smith College dans le Massachusetts. Il fait également de nombreux séjours en France et en Europe (Italie), en Tunisie, au Maroc. En 2001, il rentre en France et réside depuis à Montpellier.
James Sacré commence à écrire dans les années 1970, dans un contexte marqué par le littéralisme (une esthétique poétique qui revendique le refus du lyrisme). Son premier livre s'intitule néanmoins Cœur élégie rouge : les sentiments ne seront donc pas absents de cette écriture. L’auteur a par ailleurs consacré sa thèse de doctorat au sang dans la poésie maniériste.
C’est donc d’emblée une poésie charnelle qui s’écrit, associant étroitement le cœur qui aime et celui qui bat, le cœur qui saigne et celui qui nous fait vivre de sa régulière pulsation[évasif]. James Sacré est très attaché au paysage et à la géographie. De nombreux textes sont consacrés au terroir de l’enfance. Les motifs centraux en sont la maison, la ferme, le jardin et le village. La mémoire joue un rôle important : tout un travail de remémoration est à l’œuvre afin de rendre le passé aussi vivant que le présent et de les fondre l’un dans l’autre.
La poésie de James Sacré n'est pas pour autant égocentrée, elle s’ouvre à l’autre, l’appelle et l’accueille. Les voyages sont l'occasion de repenser l'identité, l'altérité et la relation amicale ou amoureuse. La passion de l'auteur pour le Maghreb, donnant lieu à de nombreux voyages, donne aussi naissance à de nombreux livres. La poésie est alors animée par un désir d'ouverture et de chaleur, de coprésence heureuse avec l'autre. Elle cherche une manière heureuse d'être ensemble, qui laisse s'écouler le temps avec douceur. L'un de ses poèmes favoris est celui où il parle d'un mariage au Maghreb dans "Viens, dit quelqu'un".
Maître ès jeux de l'Académie des Jeux floraux depuis 2021.
Prix Goncourt de la poésie 2025 pour l'ensemble de son oeuvre. 

## Publications
- La femme et le violoncelle, J.C. Valin éditeur, 1966
- La transparence du pronom elle, Chambelland, 1970
- Cœur élégie rouge, Seuil, 1972
- Comme un poème encore, Atelier de l'agneau, 1975
- Paysage au fusil (cœur) une fontaine, Gallimard, Cahier de poésie 2 (collectif), 1976
- Un brabant double avec des voiles, Nane Stern, 1977
- Figures qui bougent un peu, Gallimard, 1978
- L'amour mine de rien, Encre/Recherches, 1980
- Quelque chose de mal raconté, enrichi d'une gravure d'Olivier Debré, André Dimanche, 1981
- Des pronoms mal transparents, Le Dé bleu, 1982
- Rougigogne, Obsidiane, 1983
- Ancrits, Thierry Bouchard, 1983
- Écrire pour t’aimer, André Dimanche, 1984
- Bocaux, bonbonnes, carafes et bouteilles (comme), photographies de Bernard Abadie, Le Castor astral et Le Noroît, 1986
- La petite herbe des mots, Le Dé bleu, 1986
- La solitude au restaurant, Tarabuste[2], 1987
- Une fin d'après-midi à Marrakech, André Dimanche, 1988 - prix Guillaume-Apollinaire 1988
- Un oiseau dessiné, sans titre. Et des mots, Tarabuste, 1988
- Le taureau, la rose, un poème, dessins de Denise Guilbert, Cadex, 1990
- Je ne prévois jamais ce que je fais quand je dessine, dessins de Jillali Echarradi, Les petits classiques du grand pirate, 1990
- Comme en disant c'est rien, c'est rien, Tarabuste, 1991
- On regarde un âne, Tarabuste, 1992
- Écritures courtes, Le Dé bleu, 1992
- La poésie, comment dire?, André Dimanche, 1993
- Des animaux plus ou moins familiers?, André Dimanche, 1993
- Le renard est un mot qui ruse, Tarabuste, 1994
- Ma guenille, Obsidiane, 1995
- Viens, dit quelqu'un, André Dimanche, 1996
- Essais de courts poèmes, dessins de François Mezzapelle, Cahiers de l’Atelier, 1996
- La nuit vient dans les Yeux, dessins de Jillali Echarradi, Tarabuste, 1997
- La peinture du poème s’en va, Tarabuste, 1998
- Anacoluptères, illustrations de Pierre-Yves Gervais, Tarabuste, 1998
- Relation, essai de deuxième ancrit (1962-63 ; 1996), Océanes, 1999
- Labrego coma (cinco veces), photographies d’Emilio Arauxo, Noitarenga, 1999
- Si peu de terre, tout, Le Dé bleu, 2000
- L’Amérique un peu, Trait-d’union, 2000
- Écrire à côté, Tarabuste, 2000
- Une petite fille silencieuse, André Dimanche, 2001
- Monsieur l’évêque avec ou sans mitre, illustrations de Edwin Apps, Le Dé bleu, 2002
- Mouvementé de mots et de couleurs, photographies de Lorand Gaspar, Le Temps qu’il fait, 2003
- Les mots longtemps, qu’est-ce que le poème attend ?, Tarabuste, 2004
- Sans doute qu'un titre est dans le poème, Wigwam éditions, 2004
- Trois anciens poèmes mis ensemble pour lui redire je t’aime, Cadex, 2006
- Broussailles de prose et de vers(où se trouve pris le mot paysage), Obsidiane, 2006
- Âneries pour mal braire, Tarabuste, 2006
- Un paradis de poussières, André Dimanche, 2007
- Le poème n’y a vu que des mots, L'Idée bleue, 2007
- Bernard Pagès : élancées de fêtes, mais tenant au socle du monde, La Pionnière/Pérégrines, 2009
- Portrait du père en travers du temps, lithographies couleur de Djamel Meskache, La Dragonne, 2009
- Paroles du corps à travers ton pays, poème de quatre pages accompagné de deux gravures sur bois de Jacky Essirard, Atelier de Villemorge, 2009
- Le désir échappe à mon poème, Al Manar, coll. « Méditerranées », 2009
- Tissus mis par terre et dans le vent, Le Castor astral, 2010
- America solitudes, André Dimanche, 2011
- Le paysage est sans légende, Al Manar / Alain Gorius, avec des dessins de Guy Calamusa, 2012, prix Max Jacob
- Parler avec le poème, La Baconnière, 2013
- Ne sont-elles qu’images muettes et regards qu’on ne comprend pas ?, lavis de Colette Deblé, Æncrages & Co, 2014
- Un désir d'arbres dans les mots, en collaboration avec Alexandre Hollan illustrateur, 2015
- Figures de silences, Tarabuste, 2018, prix Théophile-Gautier de l'Académie française et prix Roger-Kowalski ou grand prix de poésie de la ville de Lyon, 2019
- Sans place et Je s'en va, avec Antoine Emaz, Montpellier, Éditions Méridianes, 2019
- Quel tissu se déchire, Tarabuste, 2020
- Les arbres sont aussi du silence, encres de Chine de Raphaël Segura, Voix d'encre, 2021
- Broussaille de bleus, avec des dessins de Jacquie Barral, Le Réalgar, coll. « L'Orpiment », 2021
- Figures de solitudes, Tarabuste, 2021
- Brouettes, dessins d'Yvon Vey, Obsidiane, 2022
- Une rencontre continuée, Le Castor Astral Poche poésie, 2022
- Un rectangle de toile peinte est là, avec André-Pierre Arnal, Éditions du Bourdaric, 2022. Livre d'artiste. 17 exemplaires tous uniques signés par l'auteur et l'artiste au colophon.
- Une fin d’après-midi continuée, trois livres “marocains”, Tarabuste, 2023